# Euphausia longirostris
Euphausia longirostris är en kräftdjursart som beskrevs av Hansen 1908. Euphausia longirostris ingår i släktet Euphausia och familjen lysräkor. Inga underarter finns listade i Catalogue of Life.